# Affaire Chloé Ansel
Pour les articles homonymes, voir Ansel.
L’affaire Chloé Ansel, est une affaire de viol sur mineure, de pédophilie et d'infanticide survenue en France en avril 2015.
Enlevée près de son domicile le 15 avril 2015, Chloé Ansel, une fillette de neuf ans, est retrouvée morte quelques heures plus tard dans un bois des environs de Calais, son corps présentant des signes manifestes de violences sexuelles et de strangulation, traumatismes qui seront confirmés par l'autopsie. Un suspect d'origine polonaise, Zbigniew Huminski, est très vite appréhendé et passe rapidement aux aveux.
Le 21 avril 2015, après ses obsèques à l'église St-Pierre de Calais, Chloé est enterrée au cimetière Nord.
Le 15 mai 2017, le meurtrier présumé se pend dans sa cellule de la prison de Sequedin dans le Nord.

## Chronologie des événements

### Enlèvement
Le 15 avril 2015 à 15h30, une petite fille de 9 ans, Chloé, originaire du quartier du Petit-Courgain, disparaît à Calais, victime d'un enlèvement par un suspect se déplaçant avec un véhicule rouge, une Seat Toledo, qu'on croit alors immatriculée en Belgique. La petite fille, née le 4 avril 2006, était scolarisée en CE2 à l'école primaire Chateaubriand et était l’aînée d'une fratrie de trois enfants, ayant un frère et une sœur plus jeunes. Elle a été décrite par son père, David Ansel, comme « une petite fille joyeuse », « très courageuse », « qui travaillait bien à l'école » et « très polie ». Sa mère, Isabelle Hyart, dira qu'elle « était une petite fille adorable, toujours souriante » et « qu'elle aimait la vie ».
Chloé, qui avait précédemment assisté à l'anniversaire d'une de ses amies, s'apprêtait à aller à son cours de danse prévu à 16 h, et jouait avec un pistolet à eau avec l'une de ses amies. Sa mère, en voulant changer ses deux autres enfants et pour chercher les affaires de sport de la fillette, l’avait laissée seule durant quelques minutes, après l'avoir surveillée dans un premier temps depuis la fenêtre de son domicile. Quant au suspect, il se serait déjà trouvé sur place depuis trois jours, près des poubelles, et était en train de boire une bière.
Après que la petite fille eut arrosé le suspect, celui-ci l'a enlevée en l'embarquant par le bras dans son véhicule après l'avoir menacée de mort en lui disant « je vais te tuer » et l'avoir cognée contre un mur. Un homme tenta en vain de la sauver, mais le suspect le repoussa et le menaça de « lui flinguer la gueule », après lui avoir dit « dégage ». Sa mère assiste à l’enlèvement en voyant sa fille par terre.

### Recherches et découverte du corps
Après l'enlèvement, les ballerines de la petite fille sont retrouvées près du lieu des faits.
Un appel à témoins est lancé via Facebook, alors que certains riverains avaient pointé du doigt la lenteur et les fausses pistes auxquels ont été confrontés les policiers. Comme ses parents étaient divorcés, il a fallu que le père se présente au commissariat pour donner son accord pour déclencher l'alerte enlèvement, mais il était déjà trop tard. En effet, son corps dénudé est retrouvé environ une heure et demie plus tard, soit à 17 h 15, dans un bois. Le corps porte les traces d'une agression sexuelle mais aussi des éléments qui permettent de comprendre que l'enfant a été étranglée, ces constatations seront corroborées par l'autopsie pratiquée le jeudi 17 avril 2015.

### Arrestation d'un suspect et aveux
Un suspect de nationalité polonaise, Zbigniew Huminski, est placé en garde à vue alors qu'il était en état d'ébriété. Celui-ci reconnaîtra avoir enlevé puis violé l'enfant. Le 18 avril 2015, Zbigniew Huminski est mis en examen pour « enlèvement, viol, séquestration et meurtre ».

### Suicide de l'accusé
Le 15 mai 2017, le meurtrier présumé se pend dans sa cellule de la prison de Sequedin dans le Nord. Son procès aux assises était prévu en septembre de la même année. Ceci met alors fin à l'instruction de l'affaire.

## Personnalité et antécédents judiciaires du suspect
Ouvrier polonais de 38 ans, né en 1977, le suspect était déjà connu des services de police.
Après une enfance difficile qui voit le divorce de ses parents, Zbigniew Huminski quitte le système éducatif. Il commet ensuite de nombreux vols dans son pays d'origine, dont l'un en 2000 à Varsovie, et qu'il justifie par sa situation économique difficile. C'est d'ailleurs pour celui-ci qu'il était censé purger une année de prison en 2015. Au début des années 2000, il part pour la France. En 2004, il est condamné pour vol à main armée et pour occupation illégale de domicile, puis, à son retour en Pologne, il est condamné pour séquestration. C'est à cause de son passé judiciaire qu'il ne peut pas rejoindre la Légion étrangère.
En 2009, il a menacé une petite fille de 9 ans, dont le père décrit le suspect comme « quelqu'un de méchant, un prédateur » qui « observe et puis [il] agit ». La fillette gardera par la suite des séquelles psychologiques.
Le 30 mars 2010, il est condamné à six ans de prison ferme, assortis d'une interdiction permanente du territoire français pour « extorsions avec violence, vols aggravés et séquestration ou tentative de séquestration », à la suite de plusieurs agressions dont l'une au couteau envers une femme âgée. Lors de son procès, il  est décrit comme « intolérant à la frustration, immature et en manque d'estime de lui-même ». Cependant, il restera en France à la fin de sa détention, finalement écourtée de deux ans, et s'installera à Calais où il résidait depuis une quinzaine d'années. À ce propos, la mère de la victime dira ne pas comprendre « pourquoi il était en France » mais « le procureur de Boulogne, Jean-Pierre Valensi, a précisé que l'interdiction du territoire ne pouvait être appliquée au suspect au regard des infractions pour lesquelles il y avait été condamné ».

## Hommages et réactions politiques
Le 16 avril 2015, une première marche blanche, qui réunit 5 000 personnes, est organisée en sa mémoire; une seconde marche blanche se déroule le 18 avril 2015 qui réunit 2 500 personnes, et à laquelle participe Camille Cerf, Miss France 2015. Un lâcher de ballons a encore eu lieu le 25 avril 2015.
Le 22 avril 2015, lors de ses obsèques, la maire de Calais, Natacha Bouchard déclare vouloir transformer le square dans lequel s'est déroulée la tragédie en « endroit reposant », dans le but de lui rendre hommage.
Le Premier ministre français, Manuel Valls, déclare le 16 avril 2015 que « toute la vérité sera faite pour comprendre l'itinéraire du suspect polonais ». Le 17 avril 2015, le secrétaire général de l'UMP Laurent Wauquiez, déclare que la tragédie « confirme que la politique de désarmement pénal de Mme Taubira (ministre de la Justice - NdA) est une folie » et demande que « l'inspection générale des services judiciaires soit saisie ». Valérie Pécresse déclare quant à elle, qu'il fallait « revoir » l'accord de Schengen. La Justice polonaise déclarera ne pas être responsable de son crime.

## Documentaires télévisés
- « Le meurtre de la petite Chloé » (premier reportage) dans « Ces affaires qui ont marqué 2015 » le 28 décembre 2015, 4, 12 et 29 janvier 2016 dans Crimes sur NRJ 12.